# 于茨維爾

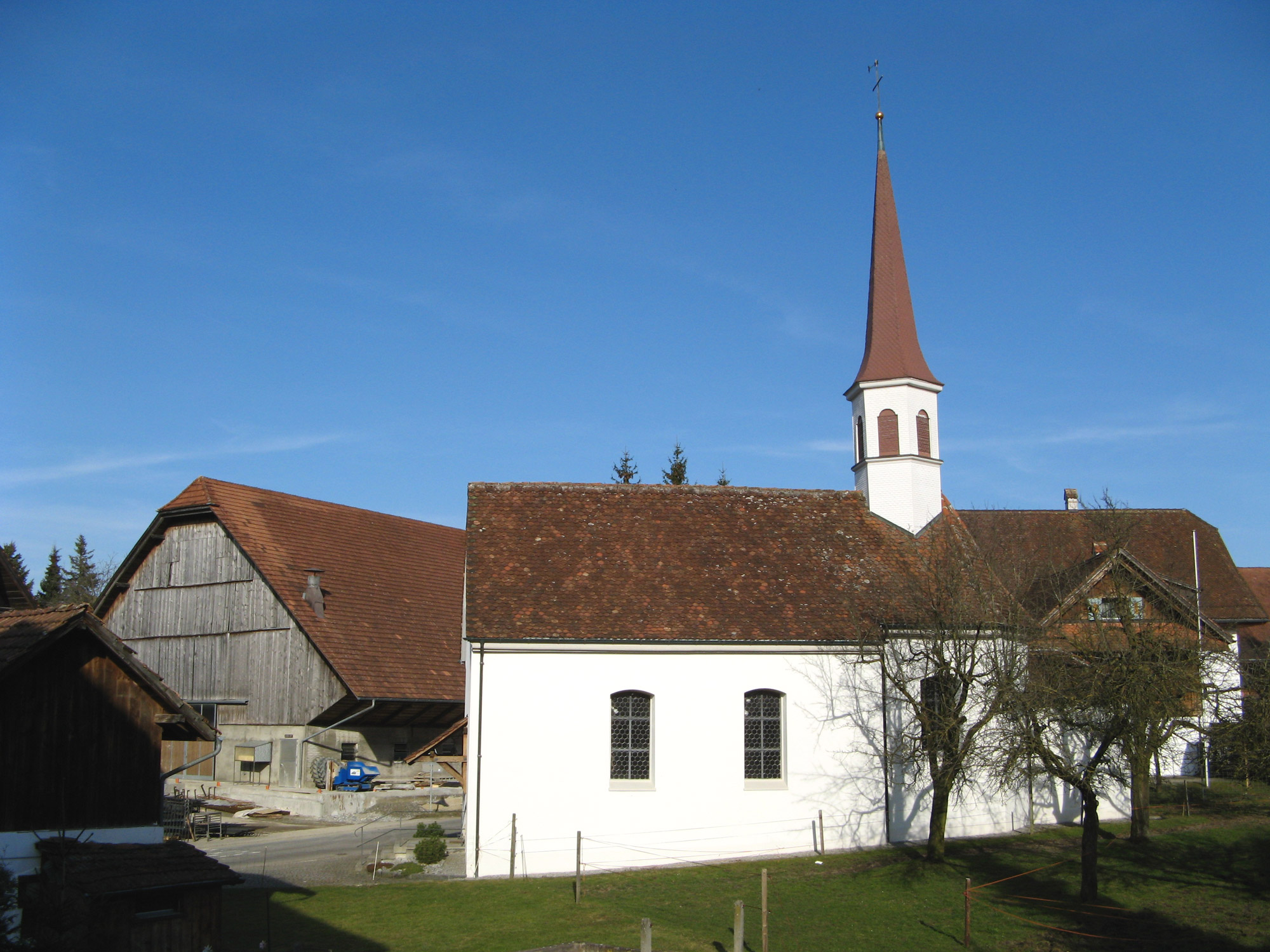

于茨維爾是瑞士的城鎮，位於該國北部，由阿爾高州負責管轄，面積2.44平方公里，海拔高度532米，2012年人口426，六成半人口信奉羅馬天主教，人口密度每平方公里175人。

## 外部連結
- Official websiteArchive.today的存檔，存档日期2012-12-04